# Cat Ridge
Cat Ridge ist ein bis zu 1200 m hoher Bergrücken an der Black-Küste des Palmerlands auf der Antarktischen Halbinsel. Er ragt westnordwestlich des Palmer Inlet inmitten des Gain-Gletschers auf.
Das Advisory Committee on Antarctic Names verlieh ihm 1976 einen deskriptiven Namen, da er aus nordöstlicher Richtung in ihrer Form an eine ausgestreckte Katze (englisch cat) erinnert.